# قمين الجير

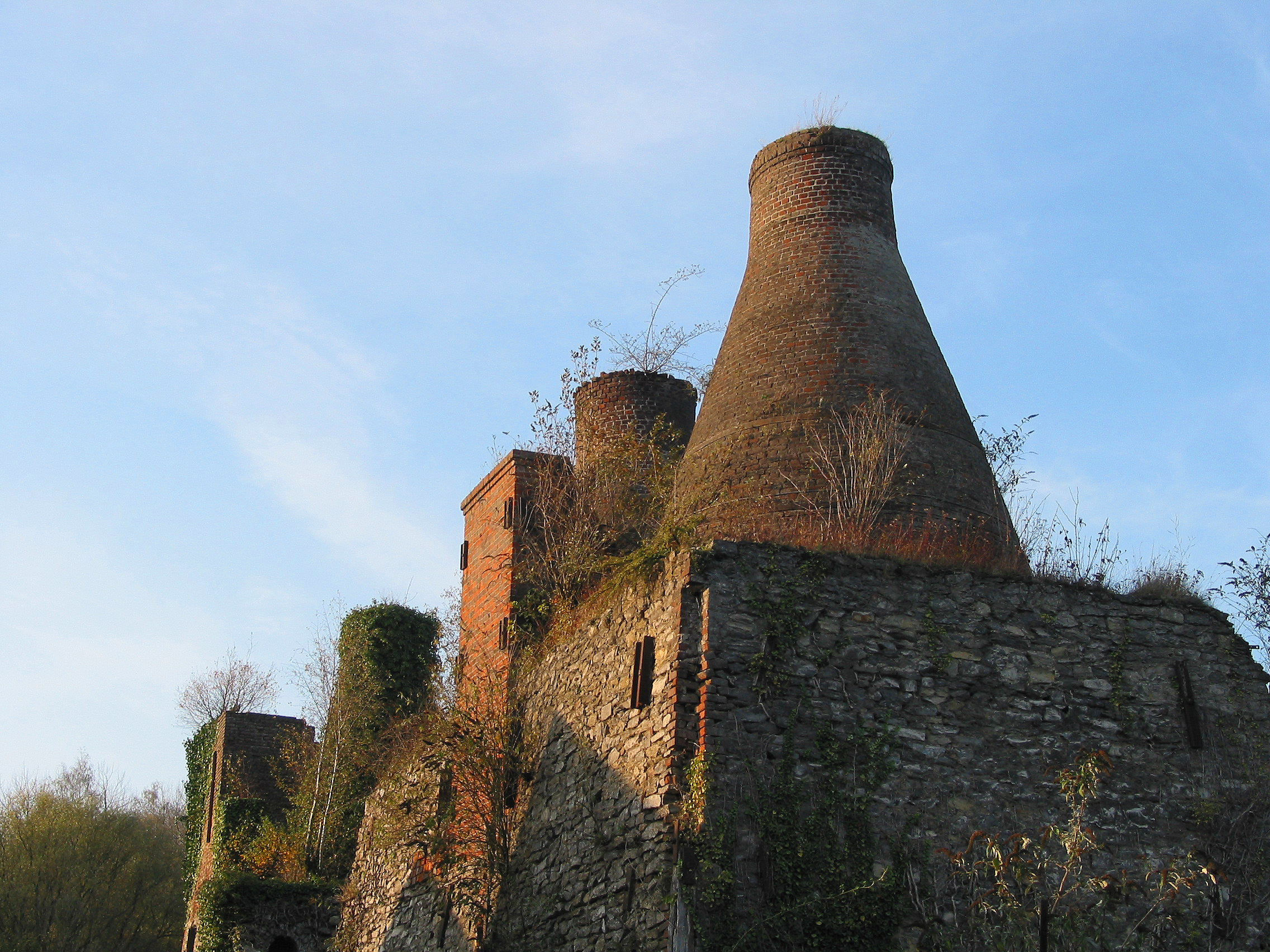
قمين جير قديم في بلجيكا

قمين الجير أو الأتُّون قمينٌ لإنتاج الكلس الحي (أكسيد الكالسيوم) من الحجر الجيري (كربونات الكالسيوم). تعرف هذه العملية باسم حرق الجير.

## حرق الجير
يجري حرق الجير في الفرن عن طريق إجراء عملية تكليس للحجر الجيري، حيث ينتج غاز ثنائي أكسيد الكربون كمنتج ثانوي حسب المعادلة الكيميائية:
{\displaystyle \mathrm {CaCO_{3}\ {\xrightarrow {\triangle }}\ CaO\ +\ CO_{2}} }
يجري تفاعل التفكك الحراري عند درجة حرارة حوالي 900 °س، حيث يكون الضغط الجزئي لغاز CO2 حوالي 1 جو، لكن درجة الحرارة ترفع أثناء عملية التكليس إلى حوالي 1000 °س، حيث يكون الضغط الجزئي لغاز CO2 حوالي 3.8 جو، وذلك من أجل تسريع عملية التكليس.